# Noch ein Wort und ich heirate dich!
Noch ein Wort und ich heirate dich! ist eine deutsche Fernseh-Komödie aus dem Jahr 2007.

## Handlung
Die Zwillinge Lukas und Luisa entdecken, dass sie in einem Reagenzglas gezeugt wurden. Die alleinerziehende Mutter Katrin Brand verspricht, den leiblichen Vater ausfindig zu machen. Doch entgegen dem damaligen ärztlichen Versprechen, einen gebildeten und erfolgreichen Spender zu nehmen, wurde das Sperma von Frank Kolakowski genommen, einem Biker und Besitzer eines Tätowiergeschäftes. Da er sich auch noch einige Probleme eingehandelt hat, taucht er eine Weile bei der bürgerlichen Familie Brand unter.

## Kritiken
„Turbulente, gut besetzte Komödie, in deren Verlauf nichts so bleibt wie es am Anfang war.“

„Zugegeben: die Geschichte hat eher was von einem modernen Märchen. Doch als solches funktioniert das Ganze dank urkomischer Situationen und vieler witziger Details bestens. Regisseur Wilhelm Engelhardt […] inszenierte nach einem Drehbuch von Sarah Schnier […] und Carl-Christian Demke, in den Hauptrollen überzeugen Anica Dobra und Richy Müller als ungleiches Paar.“

„Flapsige Dialoge, viel Situationskomik und überzeugende Charaktere sorgen für einen launigen Spaß. Amüsant, sexy und überhaupt nicht doof“

## Ausstrahlung
| Datum           | Uhrzeit   | Sender | Zuschauer | Marktanteil |
| --------------- | --------- | ------ | --------- | ----------- |
| 10. April 2007  | 20:15 Uhr | Sat.1  | 3,92 Mio. | 12,3 %      |
| 22. April 2008  | 20:15 Uhr | Sat.1  | 3,25 Mio. | 10,6 %      |
| 25. August 2009 | 20:15 Uhr | Sat.1  | 2,75 Mio. | 14,4 %      |
| 14. Juni 2011   | 20:15 Uhr | Sat.1  | 2,09 Mio. | 7,3 %       |
| 25. August 2012 | 17:00 Uhr | sixx   | –         | 3,4 %       |
| 22. Juni 2013   | 20:15 Uhr | sixx   |           |             |
| 1. April 2018   | 00:05 Uhr | ATV 2  |           |             |